# Simon Petljura
Simon Petljura (ukr. Симон Васильович Петлюра, čita se Symon Vasyljovyč Petljura); (Poltava, 10. svibnja 1879. – Pariz, 25. svibnja 1926.) bio je ukrajinski publicist, pisac i novinar, te jedan od glavnih ukrajinskih vojnih i političkih vođa i zagovaratelja ukrajinske neovisnosti u vrijeme Ruske revolucije 1917. 
Za vrijeme ukrajinske neovisnosti od 1918. do 1920. Petljura je došao na čelo Ukrajinske Narodne Republike (1918.-1921.). Snage sigurnosti pod njegovom kontrolom upuštale su se često u pogrome i druga nasilja protiv brojne zajednice ukrajinskih Židova, makar je on osobno opetovano pozivao na prestanak takvih nasilja, te su u nekim slučajevima čak pripadnici njegovih postrojbi krivi za pogrome bili od vojnih sudova osuđeni na smrt. U kompliciranim međunarodnim okolnostima i stalnom ratovanju, Petljura nije uspio spriječiti propast Ukrajinske Narodne Republike.  
Na njega je u Parizu atentat izvršio židovski anarhist Sholem Schwartzbard, koji je podrijetlom bio ukrajinski Židov (inače urar, bivši pripadnik Francuske legije stranaca i odlikovani francuski vojni invalid). Nakon što je ustrijeljen iz pištolja pet puta, Petljura je preminuo. Francuska porota je na suđenju održanom u Parizu krajem 1927. godine oslobodila atentatora, koji je otvoreno priznao da je ubio Petljuru, ali se branio da je to bila pravedna kazna za Petljurinu ulogu u masovnim ubojstvima Židova u Ukrajini. Na suđenju nije dokazano da je Petljura naredio neko pojedino ubojstvo Židova; ali je dokazano da su vojnici koji su ubijali tvrdili da Petljura tako hoće i klicali njegovo ime. Inače su za vrijeme Ruske revolucije diljem Ukrajine - gdje je živjelo vrlo mnogo Židova - oko 1.100 pogroma proveli kako ukrajinski nacionalisti, tako i komunisti i monarhistički bjelogardejci; u njima je izginulo  od čega vjerojatno oko pola krivnjom Petljurinih snaga (žrtve nisu ni približno precizno popisivane, razni izvori iznose brojke od 30 ili 60 tisuća žrtava).
U suvremenoj Ukrajini, Simona Petljuru se promatra kao nacionalnog junaka, simbol borbe za neovisnost u teškim uvjetima s početka 20. stoljeća. 

## Ranija biografija
Simon Petljura je rođen u tradicionalnoj ukrajinskoj obitelji od oca Vasylja Petljure i majke Olhe Marčenko. Otac je imao prijevozničku firmu u Poltavi, majka je bila kćerka pravoslavnog svećenika; oboje roditelja bili su iz kozačkih obitelji. 
U mladosti se Simon Petljura spremao postati pravoslavni svećenik, te od 1898. polazi sjemeništa Ruske pravoslavne crkve u Poltavi u središnjoj Ukrajini, tada u sklopu Ruskog Carstva. 1898. godine se priključuje ukrajinskom nacionalističkom tajnom društvu "Hromada", te biva izbačen iz sjemeništa 1901. godine, kada se saznalo za to njegovo članstvo. 1900. godine Petljura pristupa također i nacionalističkoj, antimonarhističkoj i ljevičarskoj Ukrajinskoj revolucionarnoj stranci. Pod prijetnjama da bi mogao biti uhićen, 1902. bježi u Jekaterinodar na ruskom Kubanu gdje su većinu stanovnika činili Ukrajinci odnosno Kubanski kozaci.
Na Kubanu radi najprije kao učitelj i potom kao arhivar Kubanske kozačke organizacije, pomogavši očuvanju 200 tisuća ukrajinskih povijesnih dokumenata; ponovo biva uhićen 1903. godine kada vlasti saznaju da je u Krasnodaru osnovao podružnicu Ukrajinske revolucionarne ukrajinske stranke i da piše protumonarhističke tekstove za časopise koji se objavljuju izvan Ruskog Carstva. Iz pritvora je pušten 1904. i kratko se nastanjuje u Kijevu. 
Nakon kratkog vremena provedenog u Kijevu seli se u grad Lavov, u zapadnoj Ukrajini koja se nalazila u sklopu Austro-Ugarske. U Lavovu je nastavio svoj proukrajinski rad pod pseudonimom Svjatoslav Tagon; s velikim ukrajinskim književnikom Ivanom Frankom i znamenitim etnologom Volodymyrom Hnatjukom sudjeluje u uređivanju časopisa "Literaturno-Naukovy Vistnik" i piše za različite druga patriotska ukrajinska glasila; djeluje u sklopu "Znastvenog društva Taras Ševčenko". 
Godine 1905. Petljura se kratko vratio u Kijev, a potom je otputovao u Petrograd odnosno središte Ruskog Carstva kako bi zagovarao neovisnu Ukrajinu kroz socijal-demokratski časopis Slobodna Ukrajina. 1909. godine se nastavio u Moskvi, zaposlivši se ispočetka kao knjigovođa; ondje je upoznao i oženio Olgu Bilsku (r. 1885.), s kojom je imao kćer Lesju (1911.). U Moskvi je od 1912. do 1917. bio jedan od urednika časopisa Ukrayinskaya Zhizn, koji je izlazio na ruskom jeziku.
Kao autor, pisao je Petljura o širokom rasponu tema, o kojima je međutim uspijevao progovoriti sa zavidnom razinom kompetencije i na visokom estetskom nivou.

## Vrijeme neovisne ukrajinske države
1917. godine Petljura dolazi u Kijev, gdje ubrzo postaje jednim od najistaknutijih vođa ukrajinskih vojnih struktura, uključen u kaotične sukobe s boljševicima, proruskim snagama i političke razmirice među samim ukrajinskim nacionalistima. Od 1918. godine je član Direktorata (vlade) Ukrajinske narodne republike, a od početka 1919. god. i njegov šef. Nakon što se u siječnju 1919. godine ujedinjuju dijelovi Ukrajine koji su dotada bili pod vlašću Ruskog Carstva i Austro-Ugarske, mlada ukrajinska država se odmah sukobljava s obnovljenom Poljskom - koja također nastaje u isto vrijeme od područja odcijepljenih od ista dva carstva: obje mlade države žele područja oko Lavova, te se međusobno ratujući izlažu opasnosti da ih i jednu i drugu opet zauzme Rusija pod Sovjetskom vlašću, koja šalje Crvenu armiju da najprije ovlada teritorijem Ukrajine. 
Petljura pokušava savezom s donedavnim neprijateljem Poljskom očuvati ukrajinsku slobodu od Rusije, te u sovjetsko-poljskom ratu uspijeva nakratko ponovo zavladati Kijevom. U mirovne pregovore 1921. god. Poljski pregovarači ne uključuju u svoje redove Ukrajince i čak traže manji dio Ukrajine nego što im Boljševici kod sklapanja Mira u Rigi u ožujku 1921. nude: žele Poljsku u kojoj će biti 2/3 etničkih Poljaka i stoga traže tek onaj dio Ukrajine i Bjeorusije gdje živi znatan postotak Poljaka - te neće biti potrebno uspostavljati neku federaciju o kakvoj su ranije pregovarali s Petljurom. Umjesto da uđe u savez s Poljskom, Ukrajina - pod imenom Ukrajinska Sovjetska Socijalistička Republika - postaje federalnom jedinicom Saveza Sovjetskih Socijalističkih Republika.
Petljura se suočio s pogromima koje su protiv vrlo brojne židovske zajednice u Ukrajini poduzimali antisemitski faktori u redovima njegovih pobornika; nerijetko pripadnici vojnih i policijskih snaga. Među koracima koje je vodstvo UNP poduzel u svrhu obuzdavanja antisemitizma bilo je uspostavljanje Ministarstva za židovska pitanja, a na novčanicama nacionalne valute karbovanec koristili su se natpisi na hebrejskom pismu i jidišu. Zakonima su zajamčena etnička i vjerska prava Židove na znatno višoj razini nego u doba Ruskog Carstva,  te su postojale židovske stranke i Židovi su bili uključeni u javni i politički život.

## Nakon propasti Ukrajinske Narodne Republike
U Pariškom egzilu, Petljura je usmjeravao aktivnosti izbjegličke vlade Ukrajinske nacionalne republike. Pokrenuo je tjednik Tryzub, a nastavio je uređivati i pisati brojne članke s naglaskom na pitanja koja se bave nacionalnim ugnjetavanjem u Ukrajini.
Sumnja se da je atentator bio vrbovan kao agent NKVD, makar konkretnih dokaza nije bilo. Nedugo zatim, NKVD je likvidirao Petljurine dvije sestre, koje su bile časne sestre u samostanu u Poltavi.
Danas u suvremenoj Ukrajini, Petljura je nacionalni junak i simbol teško zadobivane neovisnosti; brojni su njegovi spomenici, ulice s njegovim imeom i muzeji. Na 80. godišnjicu atentata Kijevsko nacionalno sveučilište Taras Ševčenko izdalo je dvanest svezaka njegovih djela, uključujući članke, pisma i povijesne dokumente; a objavljuje se i specijalizirani časopis "Poltavska Petloriana".

## Vanjske poveznice
- Biografija Simona Petljure (eng.)
- Memorialne stranice Simona Petljure (ukr.)